# Ischyja manlia
Ischyja manlia är en fjärilsart som beskrevs av Pieter Cramer 1776. Ischyja manlia ingår i släktet Ischyja och familjen nattflyn. Inga underarter finns listade i Catalogue of Life.

## Bildgalleri

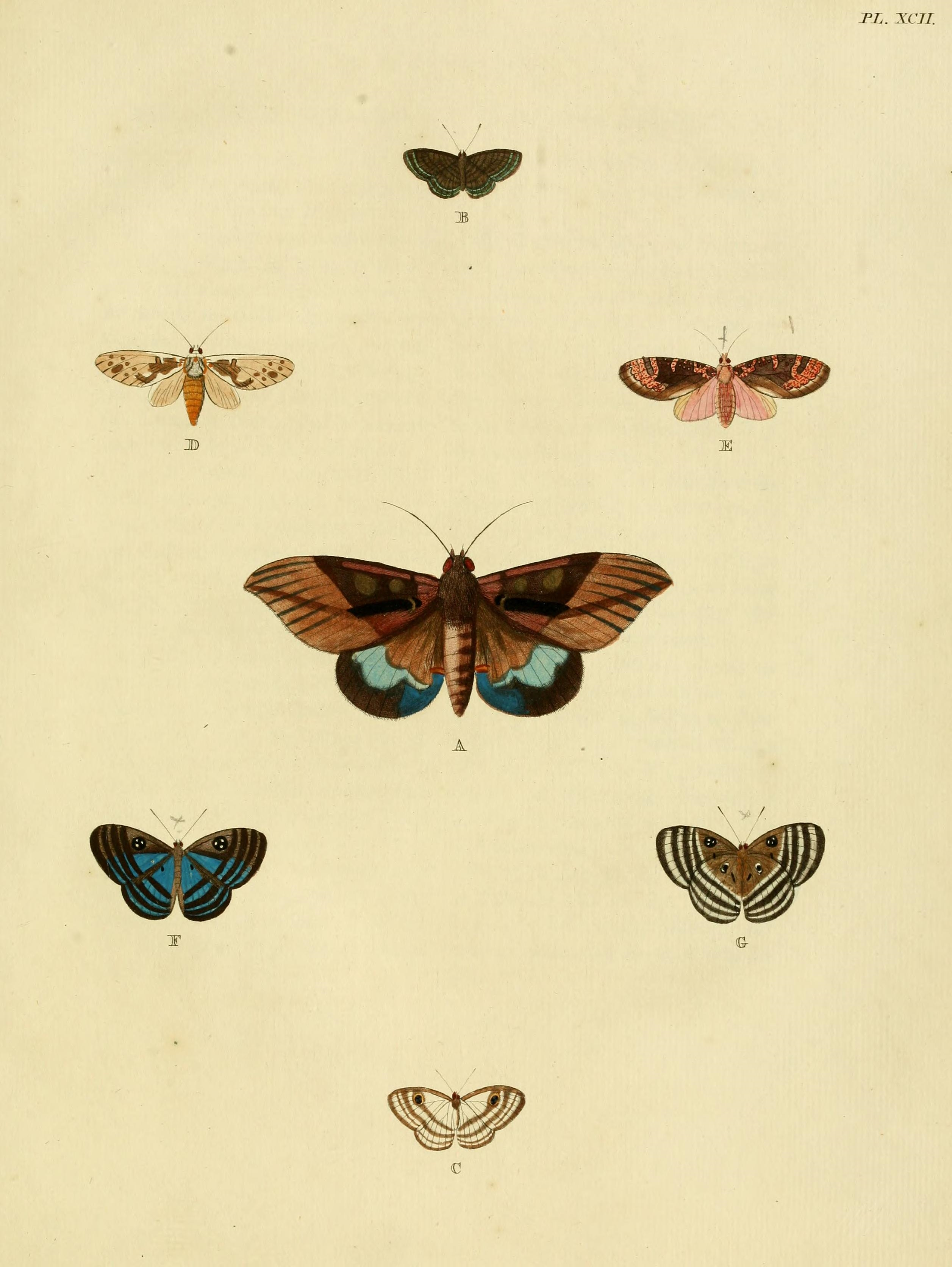
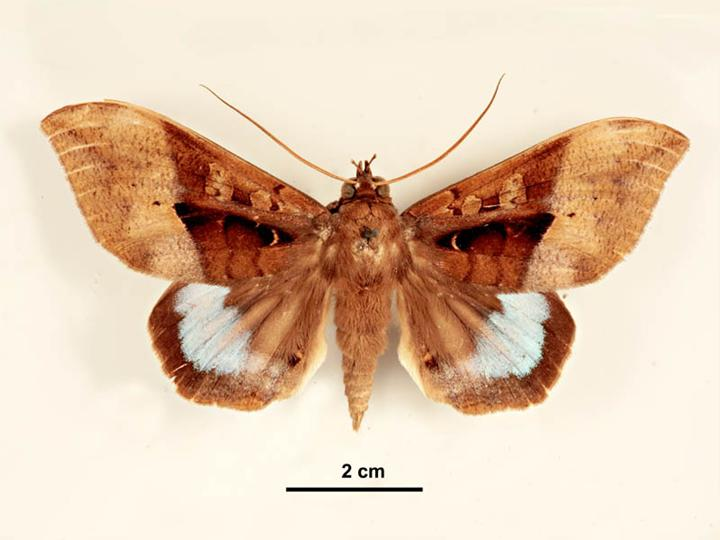
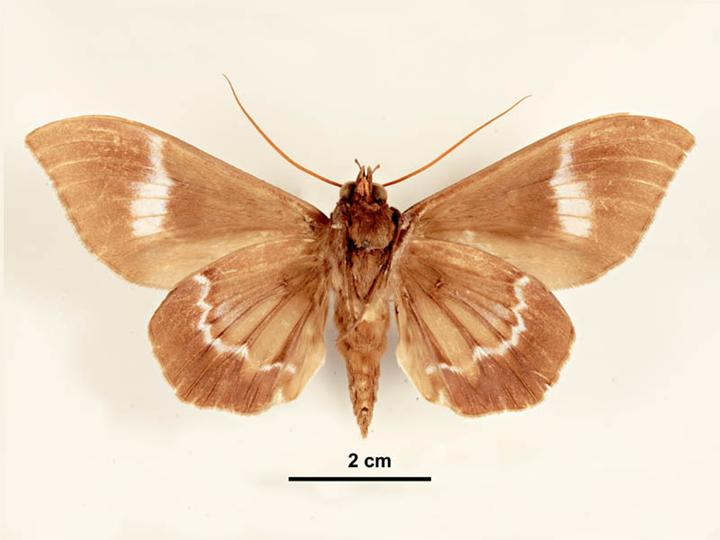
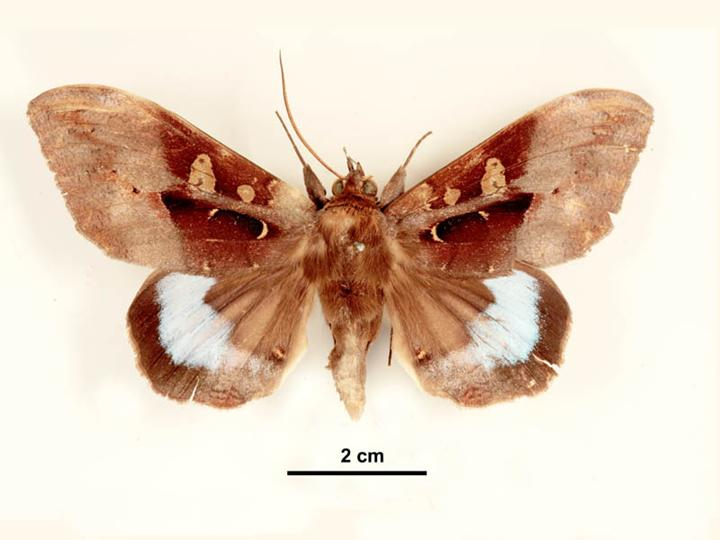
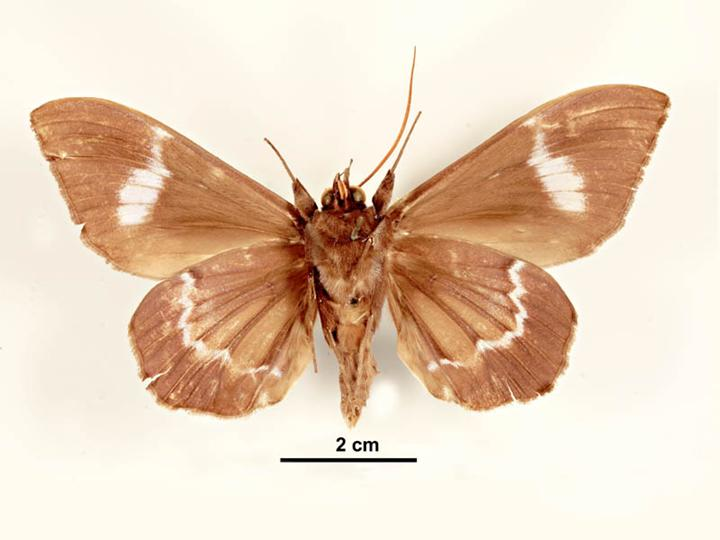